# Flagge Indianas

Flagge Indianas, Verhältnis 3:2 oder 5:3

Die Flagge des US-Bundesstaats Indiana wurde im Jahr 1917 eingeführt.

## Gestaltung
Die Flagge besteht auf blauem Hintergrund aus einer goldenen Fackel, die Freiheit und Aufklärung repräsentiert; die Lichtstrahlen stehen für ihren weitreichenden Einfluss. 
Die Sterne repräsentieren Indianas Platz als 19. Staat der den USA beitrat – die 13 äußeren Sterne stehen für die ursprünglichen 13 Kolonien, die 5 innerhalb für die nächsten 5 Staaten, und der Einzelne, große Stern über der Fackel für Indiana. 

## Geschichte
Die Flagge wurde 1917 von der Generalversammlung Indianas eingeführt, als Teil der Gedenkfeier zum 100-jährigen Bestehen Indianas im Jahre 1916. Die Flagge war der Gewinner eines Wettbewerbs der von den Töchtern der Amerikanischen Revolution gesponsert wurde. Das Design stammt von Paul Hadley aus Mooresville, Indiana.